# Матчі СРСР — США з легкої атлетики
Матчі СРСР — США з легкої атлетики — легкоатлетичні змагання між спортсменами СРСР та США, що проводились щорічно (з деякими перервами) упродовж 1958-1985. Були ініційовані Радянським Союзом і підтримані США як доповнення до таких, що проходили кожні 4 роки, Олімпійських ігор. Мали на меті активізувати й урізноманітнити контакти між громадянами обох країн в інтересах миру. Перший матч відбувся 1958 року.

## Матчі просто неба

### Основна серія

#### Історія
Домовленість про проведення першого матчу СРСР — США, який в пізніше отримав назву «Матча Гігантів», була досягнута під час зустрічі Леоніда Хоменкова та Гаврили Коробкова
з виконавчим директором Аматорського спортивного союза США Деном Феррісом в олімпійському Мельбурні в грудні 1956. Попри сприятливі для американців прогнози напередодні першого матчу в Москві 1958 року, радянські атлети здобули важку, але заслужену перемогу з рахунком 172:170. На другому, важкому матчі (1959) збірна СРСР виграла у суперників у них вдома в Філадельфії 8 очок, а на третьому в Москві (1961) — вже 16 очок (за взаємною домовленістю 1960-го олімпійського року проведення матчу не планувалося). Після цього боротьба загострилася, і 1962 року в Пало-Альто (Каліфорнія) перевага радянських спортсменів над збірною США склала лише 4 очки, але вже через рік у московських «Лужниках» (1963) вона стала рекордною — 42 очки. Нарешті, в шостому матчі, 1964 олімпійського року у себе вдома в Лос-Анджелесі сильні, як ніколи, американці вперше перемогли з відривом в 31 очко. Але вже через рік на домашньому матчі в Києві (1965) збірна СРСР взяла переконливий реванш, вигравши в сьомому матчі 26 очок, причому вперше випередила американців в мікроматчі чоловічими складами (на 6 очок). Головним тренером збірної СРСР на перших семи Матчах Гігантів (1958—1965), шість з яких виграли легкоатлети СРСР, був Гаврила Коробков.

Змагання зі стрибків з жердиною на матчі СРСР — США 1975 року, що проходив на Центральному стадіоні Києва

1966 року (за офіційною версією радянської сторони: «у зв'язку з посиленням американської агресії у В'єтнамі») традиція проведення Матчів Гігантів була перервана на цілих три роки. Наступний, 8-й матч відбувся тільки в липні 1969 (Лос-Анджелес), вперше в матчі брала участь команда Британської Співдружності, і тут радянська команда вперше програла американцям не тільки весь матч (177:195), але і дуель жіночих складів команд (67:70). Далі (1970) була переконлива перемога збірної СРСР в 9-му матчі в Ленінграді з перевагою 27 очок, причому знову, як і 1965 року, і чоловічим і жіночим складами. У наступному, 10-му ювілейному матчі 1971 року в Берклі, Каліфорнія, вперше (і востаннє) була зафіксована нічия 186:186 (у чоловіків за традицією найкраще виступили американці, але радянські легкоатлетки випередили американок на ті самі 16 очок). Чергова зустріч атлетів СРСР — США відбулася 1973 року в Мінську і закінчилася перемогою радянських спортсменів з рекордною перевагою над сильним суперником (53 очки). 12-й матч (1974) у Даремі, Північна Кароліна, атлети СРСР також виграли, але не так переконливо (192:184), причому чоловічим складом поступилися 15 очками. Ще через рік у Києві в матчі СРСР — США вперше брала участь також жіноча команда Болгарії, а підсумкова перевага збірної СРСР над американською командою виявилася рекордною за майже 20-річну історію матчів — 87 очок (225:138). 14-й (1976, Коледж-Парк, Мериленд) і 15-й (1977, Сочі) матчі СРСР — США були виграні радянською командою з перевагою в 54 і 36 очок. Ще через рік в Берклі (1978) команда СРСР поступилася в 16-й зустрічі американцям 13 очками, і ця поразка стала третьою і останньою в серії матчів.
Наприкінці 1970-х стан справ в легкоатлетичному світі докорінно змінився. Зусиллями легкоатлетів Європи (в першу чергу, збірної НДР), інших континентів, серед яких на перші ролі вийшли бігуни Кенії, Ефіопії, атлети інших країн, багаторічна «монополія» збірних США та СРСР на олімпійські медалі та рекорди у легкій атлетиці сильно похитнулася. Значно розширився спортивний календар міжнародних змагань, і Матчі Гігантів стали втрачати своє першорядне значення. Після трирічної перерви в Ленінграді відбувся 17-й матч СРСР — США (1981), виграний командою СРСР з перевагою в 26 очок, причому чоловіки поступилися американцям 13 очками, зате жінки компенсували все з лишком (перемога 99:60). Матч СРСР — США № 18 в Індіанаполісі (1982) закінчився беззастережною перемогою збірної СРСР (207:167), що перемогла і чоловічим, і жіночим складами. А ще через три роки, у вересні 1985 в Токіо (вперше за межами СРСР і США), відбувся останній, 19-й матч легкоатлетів СРСР і США, в якому взяли участь і господарі. Радянські спортсмени знову, вп'ятнадцяте, перемогли в командному заліку (221:164), але при цьому втринадцяте поступилися чоловічим складом (104:114).
Загалом у 19 матчах СРСР — США легкоатлети СРСР перемогли 15 разів, один матч (1969) був відзначений нічийним результатом, тричі (1964, 1969 і 1978) перемогу отримували американські атлети. При цьому, жіночі склади збірної СРСР розгромили американок з рахунком 18:1, а чоловічі поступилися традиційно кращій легкоатлетичній команді світу — 6:13.
У 19 Матчах Гігантів взяли участь 85 чемпіонів Олімпійських ігор, було встановлено 20 світових і близько 40 національних рекордів. Тільки в одному матчі 1961 року було встановлено 6 світових рекордів.

#### Формат основної серії
Згідно з регламентом, у матчах брали участь по 2 атлети від кожної команди у всіх видах олімпійської програми, крім спортивної ходьби на 50 км, марафонського бігу та жіночого п'ятиборства (цей вид лише один раз — 1973 року — був включений до програми загального Матчу). Починаючи з 1974, чоловіче десятиборство також було виключено, і з багатоборства проводилися окремі матчі.
За перше місце давалося 5 очок, за друге — 3, за третє — 2 і за четверте — 1 очко; в естафетах за перше місце — 5 очок, а за друге — 2 очки.

#### Матчі
| 1         | 1958      | Москва               | 27-28 липня       | Стадіон імені Леніна     | 172:170     | 109:126 | 63:44     | [ 2 ]  |
| 2         | 1959      | Філадельфія          | 18-19 липня       | Франклін Філд            | 175:167     | 108:127 | 67:40     | [ 3 ]  |
|           | 1960      | матч не проводився   |                   |                          |             |         |           |        |
| 3         | 1961      | Москва               | 15-16 липня       | Стадіон імені Леніна     | 179:163     | 111:124 | 68:39     | [ 4 ]  |
| 4         | 1962      | Стенфорд             | 21-22 липня       | Стенфорд                 | 173:169     | 107:128 | 66:41     | [ 5 ]  |
| 5         | 1963      | Москва               | 20-21 липня       | Стадіон імені Леніна     | 189:147     | 114:119 | 75:28     | [ 6 ]  |
| 6         | 1964      | Лос-Анджелес         | 25-26 липня       | Меморіал Колізеум        | 156:187     | 97:139  | 59:48     | [ 7 ]  |
| 7         | 1965      | Київ                 | 31 липня-1 серпня | Центральний стадіон      | 181,5:155,5 | 118:112 | 63,5:43,5 | [ 8 ]  |
|           | 1966-1968 | матчі не проводилися |                   |                          |             |         |           |        |
| 8         | 1969      | Лос-Анджелес         | 18-19 липня       | Меморіал Колізеум        | 177:195     | 110:125 | 67:70     | [ 9 ]  |
| 9         | 1970      | Ленінград            | 23-24 липня       | Стадіон імені Леніна     | 200:173     | 122:114 | 78:59     | [ 10 ] |
| 10        | 1971      | Берклі               | 2-3 липня         | Едвардс                  | 186:186     | 110:126 | 76:60     | [ 11 ] |
|           | 1972      | матч не проводився   |                   |                          |             |         |           |        |
| 11        | 1973      | Мінськ               | 23-24 липня       | Динамо                   | 216:163     | 121:112 | 95:51     | [ 12 ] |
| 12        | 1974      | Дарем                | 5-6 липня         | Воллес Вейд              | 192:184     | 102:117 | 90:67     | [ 13 ] |
| 13        | 1975      | Київ                 | 4-5 липня         | Центральний стадіон      | 225:138     | 129:89  | 96:49     | [ 14 ] |
| 14        | 1976      | Колледж-Парк         | 6-7 серпня        | Берд                     | 211:157     | 107:115 | 104:42    | [ 15 ] |
| 15        | 1977      | Сочі                 | 1-2 липня         | Центральний стадіон      | 207:171     | 118:105 | 89:66     | [ 16 ] |
| 16        | 1978      | Берклі               | 7-8 липня         | Едвардс                  | 177:190     | 102:119 | 75:71     | [ 17 ] |
|           | 1979-1980 | матчі не проводилися |                   |                          |             |         |           |        |
| 17        | 1981      | Ленінград            | 10-11 липня       | Стадіон імені Леніна     | 204:178     | 105:118 | 99:60     | [ 18 ] |
| 18        | 1982      | Індіанаполіс         | 2-3 липня         | Університетський стадіон | 207:167     | 118:100 | 89:67     | [ 19 ] |
|           | 1983-1984 | матчі не проводилися |                   |                          |             |         |           |        |
| 19        | 1985      | Токіо                | 21-22 вересня     | Національний стадіон     | 221:164     | 104:114 | 117:50    | [ 20 ] |
| Підсумок: | 15:1:3    | 6:13                 | 18:1              |                          |             |         |           |        |

Після завершення у 1985 класичної матчевої серії протистоянь радянських та американських легкоатлетів, 1989 року в Бірмінгемі відбувся просто неба ще один матч за участі команд СРСР та США. Зустріч носила чотиристоронній формат — у матчі змагались також британська та західнонімецька команди — та стала останнім в історії матчевим змаганням, де брали участь збірні СРСР та США. Окремого підрахунку результатів виступів між радянськими та американськими командами за регламентом цієї зустрічі не здійснювалось.

### Матчі з багатоборства
Чоловіче десятиборство у програмі матчів основної серії було представлено упродовж 1958—1973. Починаючи з 1974, десятиборці визначали переможців у межах окремих матчів з багатоборств.
Жіноче п'ятиборство вперше було включено до програми основної серії 1973 року. Наступного року п'ятиборки змагались двічі — на основному матчі в Даремі та на матчі багатоборців у Таллінні. Починаючи з 1975, п'ятиборство (з 1981 — семиборство) входило лише до програми матчів з багатоборств.
| №         | Рік   | Місто              | Дати         | Арена                    | Рахунок       | Посилання     |               |
| Чоловіки  | Жінки |                    |              |                          |               |               |               |
| --------- | ----- | ------------------ | ------------ | ------------------------ | ------------- | ------------- | ------------- |
| 1         | 1974  | Таллінн            | 3-4 серпня   | Кадріорг                 | 46 812:46 309 | 13 516:12 286 | [ 21 ]        |
| 2         | 1975  | Юджин              | 9-10 серпня  | Гейворд Філд             | 46 328:48 899 | 13 599:12 015 | [ 22 ] [ 23 ] |
|           | 1976  | матч не проводився |              |                          |               |               |               |
| 3         | 1977  | Блумінгтон         | 13-14 серпня | Біллі Гейс               | 46 235:46 724 | 13 263:11 089 | [ 24 ]        |
| 4         | 1978  | Донецьк            | 17-18 червня | Локомотив                | не змагалися  | 17 050:15 080 | [ 25 ]        |
| 5         | 1979  | Квебек             | 11-12 серпня |                          | 47 820:42 100 | 13 812:11 378 | [ 26 ]        |
|           | 1980  | матч не проводився |              |                          |               |               |               |
| 6         | 1981  | Ленінград          | 1-2 серпня   | Стадіон імені Леніна     | 46 740:36 885 | 18 484:16 372 | [ 18 ]        |
| 7         | 1982  | Санта-Барбара      | 17-18 липня  |                          | 48 125:45 663 | 18 770:18 614 | [ 27 ]        |
| 8         | 1983  | Київ               | 3-4 вересня  | Республіканський стадіон | 47 412:44 042 | не змагалися  | [ 28 ]        |
| Підсумок: | 5:2   | 7:0                |              |                          |               |               |               |

### Матчі юніорів
| 1  | 1972 | Сакраменто  | 28-29 липня  | Чарльз Г'юз         | 128:108     | 128:108     | не змагалися | [ 29 ] |
| 2  | 1973 | Одеса       | 27-28 липня  | Центральний стадіон | 194:182     | 123:108     | 74:71        | [ 30 ] |
| 3  | 1974 | Остін       | 28-29 червня |                     | 197:181     | 133:99      | 82:64        | [ 31 ] |
| 4  | 1975 | Лінкольн    | 4-5 липня    |                     | 217:163     | 129:105     | 88:58        | [ 32 ] |
| 5  | 1976 | Таллінн     | 2-3 липня    |                     | 213,5:163,5 | 123,5:109,5 | 90:54        |        |
| 6  | 1977 | Ричмонд     | 2-3 липня    |                     | 214:163     | 135:96      | 79:67        |        |
| 7  | 1978 | Донецьк     | 4-5 липня    | Локомотив           | 194:186     | 123:111     | 75:71        | [ 33 ] |
| 8  | 1978 | 8-9 липня   | 190:163      | 114:106             | 76:57       |             |              | [ 33 ] |
| 9  | 1979 | Бейкерсфілд | 29-30 червня |                     | 201:190     | 120:114     | 87:70        | [ 34 ] |
| 10 | 1979 | Бостон      | 3-4 липня    |                     | 188:178     | 118:102     | 76:70        | [ 34 ] |

## Матчі в приміщенні
Щорічні (з перервою 1978 року) матчі СРСР — США в приміщенні проводились упродовж 1972—1979.

### Основні
| 1         | 1972 | Ричмонд            | 17 березня  | Ричмонд Колізеум  | 112:131 | 69:79 | 43:52 | [ 35 ]        |
| 2         | 1973 | Ричмонд            | 16 березня  | Ричмонд Колізеум  | 146:141 | 84:76 | 62:65 | [ 36 ]        |
| 3         | 1974 | Москва             | 2 березня   | Спартак           | 158:124 | 89:72 | 69:52 | [ 37 ]        |
| 4         | 1975 | Ричмонд            | 3 березня   | Ричмонд Колізеум  | 106:171 | 62:98 | 44:73 | [ 38 ]        |
| 5         | 1976 | Ленінград          | 6 березня   | Зимовий стадіон   | 171:117 | 96:64 | 75:53 | [ 39 ]        |
| 6         | 1977 | Торонто            | 3-4 березня | Мейпл Ліф Гарденс | 120:159 | 69:90 | 51:69 | [ 40 ] [ 41 ] |
|           | 1978 | матч не проводився |             |                   |         |       |       |               |
| 7         | 1979 | Форт-Верт          | 3 березня   | Конференц-центр   | 118:121 | 66:75 | 52:46 | [ 42 ]        |
| Підсумок: | 3:4  | 3:4                | 3:4         |                   |         |       |       |               |

Після завершення у 1979 класичної матчевої серії протистоянь радянських та американських легкоатлетів у приміщенні, у 1989—1990 відбулись ще три матчі в приміщенні за участі команд СРСР та США. У них брали участь лише чоловічі збірні, та вони мали тристоронній характер — у 1989 за участі британської команди, а у 1990 — за участі британської та японської команд.

### Багатоборства
|           | 1979 | Вест-Пойнт | 1-2 березня | Гілліс Філд Хаус | 49 776:48 819 | 32 885:32 932 | 16 891:15 887 | [ 42 ] |
|           | 1980 | Ленінград  | 1-2 березня | Зимовий стадіон  | 34 622:32 927 | 34 622:32 927 | не змагалися  | [ 43 ] |
| Підсумок: | 2:0  | 1:1        | 1:0         |                  |               |               |               |        |